# Psilacron pylos
Psilacron pylos är en fjärilsart som beskrevs av Druce. Psilacron pylos ingår i släktet Psilacron och familjen tandspinnare. Inga underarter finns listade.